# Action du 19 février 1619
L’action du 19 février 1619 est un engagement naval entre le Danemark-Norvège, sous la direction d’Ove Gjedde, et des corsaires français, qui a eu lieu le 19 février 1619, au large du Cap-Vert, lors de la première expédition danoise vers l'Inde. Deux navires français sont pris puis incorporés dans la marine royale danoise.

## Contexte
En 1615, un navire français commandé par Abraham Duquesne est capturé par la marine dano-norvégienne et envoyé à Copenhague,. Les Français, qui ont essayé à contrecœur d’obtenir une compensation pour les navires, s’occupent maintenant de la situation pour le gouvernement français. Le 9 juillet 1622, Louis XIII leur permet d'intercepter et d’amener des navires danois en France et d’arrêter tous les navires, esclaves et marchandises danois qui arrivent en France. Christian IV interrompt tout contact danois avec la France en guise de réponse. Ce conflit se poursuit, Abraham Duquesne se plaint toujours de la perte de son navire, même si un traité sur la question des tensions est signé en 1628.
Parallèlement au conflit entre les corsaires franco-danois, le Danemark et la Norvège tentent de s’établir dans le sous-continent indien et envoient donc une flotte expéditionnaire, dirigée par Ove Gjedde, à Ceylan. En octobre 1618, il quitte Copenhague et, avec 5 navires et 300 hommes, il part pour l’Asie afin d’établir un poste pour la Compagnie danoise des Indes orientales. En raison des tensions franco-danoises, Ove Gjedde pouvait donc considérer tout navire français comme un ennemi. Ce type de guerre navale est soutenu et protégé par les gouvernements français et danois. Il passe Madère le 6 février puis Ferro le 11.

## Déroulement
Le 18 février 1619, Ove Gjedde et sa flotte expéditionnaire ont le Cap-Vert en vue. Le navire, Elephanten, accompagné d’un navire néerlandais, est allé de l’avant et a repéré six navires amarrés dans le port. Lorsque l’amiral d’Elephanten voit les navires, il exige que le navire néerlandais se rapproche de la terre, tandis qu’il jette l’ancre sur une île voisine avec trois autres navires danois. L’amiral soupçonne que les navires pouvaient être des corsaires et tenterait donc de les attirer hors du port, ce qu’il a réussi. Le matin du lendemain, trois des navires sont sortis du port. Ove Gjedde demande rapidement à l'Elephanten de poursuivre les trois navires, qui s’avèrent être français. Les navires français, le plus grand étant le Lion d’or, sont en route pour la Guinée et le Brésil. L'Elephanten, accompagné de deux autres navires, livre une courte bataille avec deux des trois navires français. Après une courte bataille, les deux navires sont capturés et incorporés dans la marine dano-norvégienne. Le troisième navire s’est échoué et a été brûlé.

## Conséquences
Les trois autres navires amarrés au port du Cap-Vert sont probablement aussi des corsaires, puisqu’ils ont quitté le port en silence la nuit suivante. Ove Gjedde arrive bien à Ceylan en mai 1620. Les navires capturés sont rebaptisés respectivement Patientia et Jageren, qui seraient utilisés dans la suite de l’expédition à Tranquebar. L’expédition se terminerait par des résultats mitigés, mais établirait l’Inde danoise le 19 novembre 1620 où il fera construire le Fort Dansborg. Le lendemain, un traité commercial est signé avec les Nayaks pour construire ce fort et prélever des impôts,.